# Font Vella
Font Vella es una marca de agua mineral natural propiedad de Aguas Danone, SA (perteneciente al Grupo Danone), procedente originalmente del manantial Sacalm, en San Hilario Sacalm, Gerona (España), donde también es envasada. Desde 2002 también comercializa agua bajo la misma marca procedente del manantial de Sigüenza, de la localidad del mismo nombre de Guadalajara, de diferente mineralización. El agua Font Vella del manantial Sacalm es de mineralización débil y está indicada para dietas pobres en sodio y la preparación de alimentos infantiles.
Font Vella es el agua mineral natural más consumida en España, con un facturación de 106 millones de euros en 2015.

## Historia

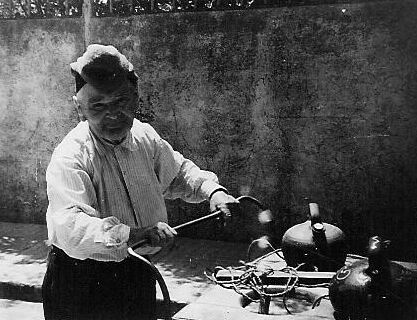
Jaumet del Flabiol, con el carro de reparto de botijos llenos de agua

El agua de la fuente conocida como Font Vella (del catalán Fuente Vieja) se popularizó en Sant Hilari Sacalm a finales del siglo XIX, cuando el aguador Jaume Traveries, más conocido como Jaumet del Flabiol (1871-1955), la vendía en botijos entre los veraneantes del pueblo. En 1917 se realizaron los primeros análisis bacteriológicos del agua, que la calificaron de "purísima e inmejorable", aunque no fue hasta 1957 cuando Font Vella fue declarada oficialmente agua mineromedicinal.
La empresa Font Vella, SA fue fundada en 1943 y en 1974 entró a formar parte de BSN-Gervais Danone, que en 1994 pasó a llamarse Grupo Danone. En 2001 Font Vella adquirió la empresa Fuentes de Cutamilla, propietaria de la planta del manantial de Sigüenza (Guadalajara), de composición similar a la de Sant Hilari y manteniendo sus características de agua mineral de mineralización débil. 
En 2006 se produjo la fusión por absorción de Font Vella, SA, y Aguas de Lanjarón, SA, comercializadora de la marca Lanjarón y propiedad también del grupo Danone. La sociedad resultante adoptó la denominación social Aguas Font Vella y Lanjarón, SA, que en 2016 cambió por el actual Aguas Danone, SA.
Font Vella es pionera en el sector del agua mineral natural en comercializar una botella con plástico reciclado. En 2009 la botella de 1,5L de Font Vella se convierte en el primer envase del sector en incorporar Plástico reciclado en un 25% (R-PET).
En los últimos años Font Vella ha revolucionado el mercado en 2013 con el lanzamiento de Levité, la primera agua mineral natural combinada con zumo de frutas del mercado y en 2015 con las nuevas botellas Font Vella para niños Font Vella Kids.

## Origen de sus manantiales
El agua mineral natural Font Vella proviene de los parajes protegidos del Parque natural del Montseny (Sant Hilari Sacalm, Girona) y del parque natural del Barranco del Río Dulce (Sigüenza, Guadalajara). Es el resultado de un proceso de filtrado natural en el que el agua procedente de la lluvia/nieve adquiere diversos minerales naturales como el calcio, magnesio y flúor en su recorrido subterráneo durante años. Esta adquisición de minerales le aporta su composición constante y única, así como sus propiedades beneficiosas para la salud.

## Características saludables
Cada agua mineral natural presentará una composición determinada y única dependiendo del tipo de roca por la que discurra el agua, la profundidad del acuífero o el tiempo de permanencia subterránea. Font Vella es un agua de mineralización débil (50-500 mg/L) cuya composición mineral cumple con las recomendaciones de la OMS.
El agua mineral natural, al tener una composición química constante y característica, tiene que indicar su origen y composición en el etiquetado, para facilitar al consumidor la elección del agua que más se adecúa a las necesidades de su salud de acuerdo a los minerales que incorpore. Font Vella contiene los siguientes minerales, cumpliendo cada uno un importante papel en el organismo: sodio, calcio, magnesio y bicarbonatos.

## Contribución ecológica
La marca Font Vella ha sido precursora en la utilización de materiales sostenibles acorde a la legislación vigente española, prueba de ello fue el lanzamiento en 2009 de la botella de 1,5L, el primer envase del sector que incorporó R-PET o plástico reciclado en un 25%. El uso de este material, además de mejorar la sostenibilidad de los envases y la reducción de su peso, ha ayudado a reducir en los últimos años un 34% las emisiones de CO2 de Aguas Font Vella. 
Debido a su liderazgo en la utilización de materiales que tienen un menor impacto en el medio ambiente, la compañía logró el reconocimiento en 2014 con el Premio Europeo de Medio Ambiente a la Empresa.

## Composición química
| Tipo          | Cantidad  |
| ------------- | --------- |
| Calcio        | 43,2 mg/l |
| Magnesio      | 11,5 mg/l |
| Sodio         | 12,3 mg/l |
| Bicarbonatos  | 167 mg/l  |
| Conductividad | 303 μS/m  |
| CNTA-2013     |           |

| Tipo          | Cantidad   |
| ------------- | ---------- |
| Calcio        | 86,88 mg/l |
| Magnesio      | 22,5 mg/l  |
| Sodio         | 8,1 mg/l   |
| Bicarbonatos  | 312 mg/l   |
| Conductividad | 530μS/m    |
| CNTA-2013     |            |